# Cupressus goveniana
Cupressus goveniana là một loài thực vật hạt trần trong họ Cupressaceae. Loài này được Gordon mô tả khoa học đầu tiên năm 1849.